# Cantó de Sens-Sud-Est
El cantó de Sens-Sud-Est és un cantó francès del departament del Yonne, situat al districte de Sens. Té 8 municipis i part del de Sens.

## Municipis
- Maillot
- Malay-le-Grand
- Malay-le-Petit
- Noé
- Passy
- Rosoy
- Sens (part)
- Vaumort
- Véron

## Història
| Data d'elecció                           | Identitat      | Partit                      | Qualitat |
| ---------------------------------------- | -------------- | --------------------------- | -------- |
| 1945-1958                                | Maxime Courtis | SFIO, després divers gauche |          |
| 1958-1964                                | M. Prieur      | Divers droite               |          |
| 1964-1973                                | M. Treuillé    | Divers gauche               |          |
| 1973-1998                                | Jean Cordillot | PCF                         |          |
| 1998-                                    | Alain Ladrange | PCF                         |          |
| les dades anteriors no són pas conegudes |                |                             |          |
|                                          |                |                             |          |